# Guarda GR
| GR ist das Kürzel für den Kanton Graubünden in der Schweiz. Es wird verwendet, um Verwechslungen mit anderen Einträgen des Namens Guarda zu vermeiden. |

Guarda ([ˈgu̯ardɐ]ⓘ) ist ein Dorf in der Unterengadiner Gemeinde Scuol im Schweizer Kanton Graubünden.
Bis am 31. Dezember 2014 war Guarda eine eigenständige politische Gemeinde. Am 1. Januar 2015 wurde Guarda mit den vier Gemeinden Ardez, Ftan, Sent und Tarasp in die Gemeinde Scuol fusioniert.
Seit 2021 ist Guarda gemeinsam mit den Dörfern Lavin und Ardez Teil der internationalen Alpenvereinsinitiative Bergsteigerdörfer. 

## Geographie

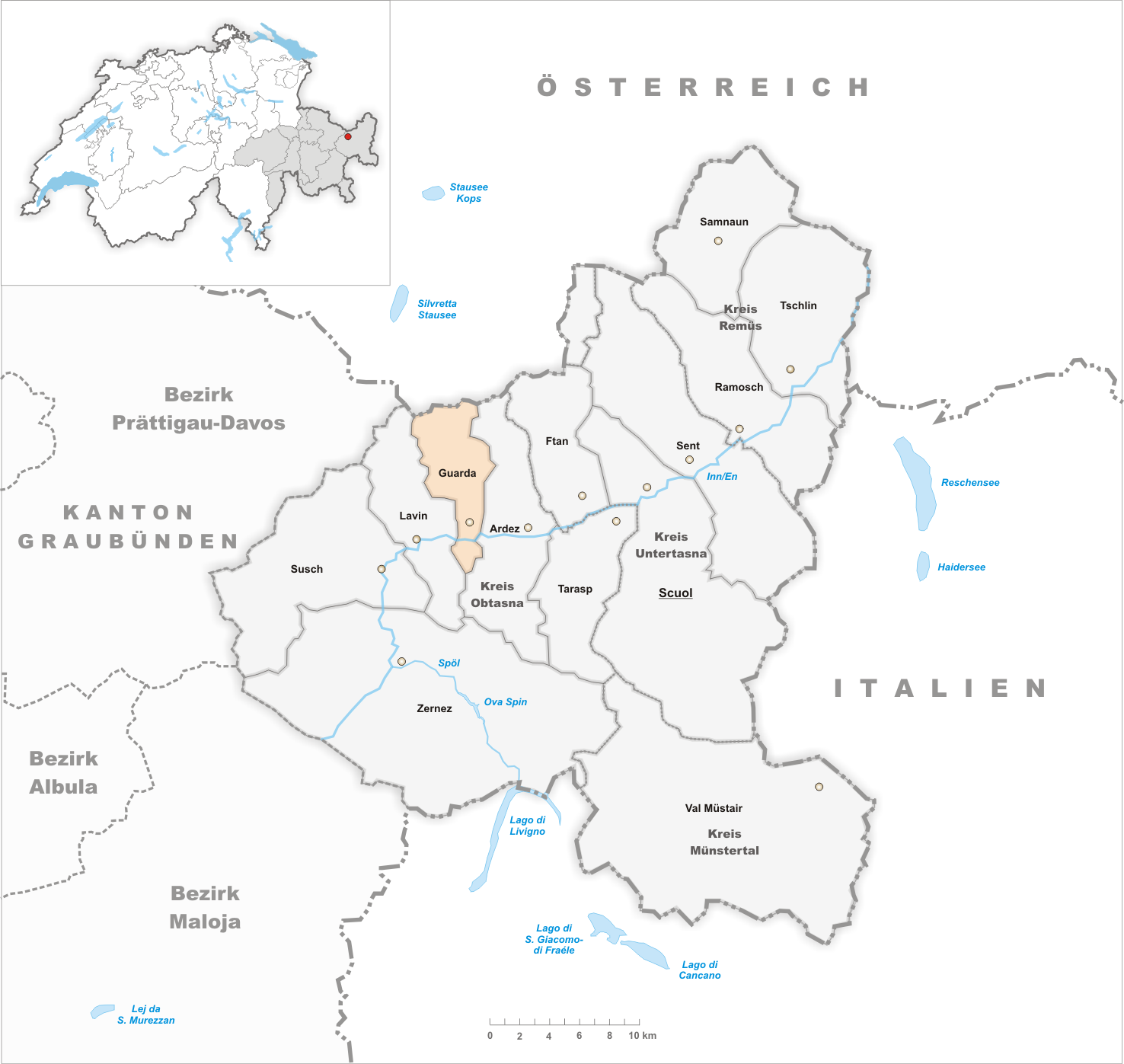
Gemeindestand vor der Fusion am 1. Januar 2015

Historisches Luftbild von Walter Mittelholzer von 1925

Guarda besteht aus etwa siebzig Häusern und liegt auf einer sonnigen, felsigen Terrasse auf der Nordseite des Inntales auf einer Höhe von 1650 m. Durch seine Lage und das intakte Ortsbild ist das Dorf ein guter Ausgangsort für Wanderungen in die Umgebung und ein beliebtes Ausflugsziel der Touristen. Der Bahnhof von Guarda liegt 40 Fussminuten unterhalb auf 1431 m, direkt neben der zugehörigen Fraktion Giarsun.

## Geschichte
Der Steinwall Patnal stammt vermutlich schon aus der Eisenzeit. Guarda wurde erstmals 1160 urkundlich als Warda erwähnt in einer Schenkungsurkunde der Edlen von Tarasp an den Churer Bischof. Das Wort bedeutet Wache, Warte oder Ort, von dem aus man Ausschau hält. Im Hochmittelalter war es eine Hofsiedlung an der alten Engadiner Strasse, die den Comersee mit Innsbruck verband. Die kirchliche Trennung vom Nachbardorf Ardez erfolgte 1494, damals wurde wohl auch die gotische Kirche gebaut. Das Dorf wurde 1499 während des Schwabenkriegs zerstört, nur die Kirche und wenige Häuser überstanden die Brandschatzung. Die Wüstung Auasagna wird im 16. Jahrhundert als Heilquelle erwähnt. Zusammen mit dem Nachbarort Lavin trat Guarda 1529 zum reformierten Glauben über, was vor allem auf das Wirken des Reformatoren Philipp Gallicius zurückzuführen war. 1622 wurde Guarda von österreichischen Eroberern um Oberst Alois Baldiron zerstört, aber danach wieder aufgebaut. 1652 erfolgte der Loskauf vom habsburgischen Österreich.
Bis 1851 gehörte Guarda mit seinen vier Fraktionen Giarsun, Guarda Pitschen, Chaminadas und Auasagna zur Gerichtsgemeinde Obtasna. Der Bau der Talstrasse 1862 bis 1865 liess die Einnahmen aus der Säumerei versiegen und den wirtschaftlichen Fortschritt weitgehend am Dorf vorbeiziehen. 1913 erhielt Guarda eine Station der Rhätischen Bahn, die neben dem Weiler Giarsun liegt. Der Fremdenverkehr, wie der Tourismus damals hiess, nahm in der Folge etwas zu. 1939 bis 1945 wurden etwa 30 alte Häuser durch den Bündner Heimatschutz restauriert. Der einheimische Architekt Iachen Ulrich Könz hatte 1937 bis 1938 das Renovationskonzept samt Budget erstellt. Als eines der besterhaltenen Engadinerdörfer erhielt Guarda 1975 den Wakkerpreis und wurde 1985 als Ortsbild von nationaler Bedeutung eingestuft.
Die Landwirtschaft hat ab Mitte des 20. Jahrhunderts den Ackerbau aufgegeben und auf Viehwirtschaft mit Milch- und Fleischproduktion umgestellt. Dazu wurden neue Ställe am Dorfrand erstellt. Seit 1987 wird zudem der Anbau von Bergkräutern betrieben. Wegen zu geringer Kinderzahl schloss die Primarschule im Jahr 2005. Der Volg-Dorfladen hat zusammen mit dem Tourismusbüro täglich geöffnet.

## Wirtschaft
Guarda lebt vorwiegend von Berglandwirtschaft, Handwerk und Tourismus. 1930 gab es in Guarda noch 38 landwirtschaftliche Vollbetriebe, 1984 waren es 18 und 2015 waren es noch 10 Bauernbetriebe. Zusätzlich zum Tagestourismus unterstützen drei Hotels und etwa 30 Ferienwohnungen einen sanften und nachhaltigen Tourismus. Verschiedene kleinere Handwerks- und Dienstleistungsbetriebe beleben das Dorf und tragen zu dessen Überleben bei.

## Bevölkerung
Zwischen 1850 und 1860, 1888 und 1920 und 1930 bis 1980 kam es zu drei Abwanderungswellen im Ort. Die Leute wanderten auf der Suche nach Arbeit und einem besseren Leben in die Industriezentren und Touristenorte ab. Deshalb sank die Bevölkerung in diesen 130 Jahren um mehr als die Hälfte (1850–1980: −52 %) von 280 auf 134 Personen (1900: 245 Personen; 1950: 193 Personen). Seither nehmen die Einwohnerzahlen wieder zu (1980–2005: +36 %; 1990: 165 Personen; 2000: 144 Personen), liegen aber deutlich unter dem Stand von 1850.
| Bevölkerungsentwicklung | Bevölkerungsentwicklung | Bevölkerungsentwicklung | Bevölkerungsentwicklung | Bevölkerungsentwicklung | Bevölkerungsentwicklung | Bevölkerungsentwicklung | Bevölkerungsentwicklung |
| ----------------------- | ----------------------- | ----------------------- | ----------------------- | ----------------------- | ----------------------- | ----------------------- | ----------------------- |
| Jahr                    | 1850                    | 1900                    | 1950                    | 1980                    | 1990                    | 2000                    | 2013                    |
| Einwohner               | 280                     | 245                     | 193                     | 134                     | 165                     | 144                     | 161                     |

### Sprachen
Das bündnerromanische Idiom Vallader wird bis heute von einer Mehrheit der Bevölkerung als Alltagssprache verwendet. Bis 1980 war die Einwohnerschaft fast gänzlich romanischsprachig (1880 96 %, 1900 99 %, 1941 91 % und 1980 90 %). Durch Sprachwechsel der Einheimischen und deutschsprachigen Zuwanderern verlor das Romanische besonders in den letzten zwanzig Jahren gegenüber dem Deutschen an Boden – trotz Unterstützung von Gemeinde und Schule. 1990 gaben 91 % und 2000 79 % der Einwohnerschaft Romanischkenntnisse an. Die Entwicklung der vergangenen Jahrzehnte zeigt folgende Tabelle an:
| Sprachen in Guarda |                   |                   |                   |                   |                   |                   |
| Sprachen           | Volkszählung 1980 | Volkszählung 1980 | Volkszählung 1990 | Volkszählung 1990 | Volkszählung 2000 | Volkszählung 2000 |
| Sprachen           | Anzahl            | Anteil            | Anzahl            | Anteil            | Anzahl            | Anteil            |
| Deutsch            | 9                 | 6,72 %            | 42                | 25,45 %           | 44                | 30,56 %           |
| Rätoromanisch      | 121               | 90,30 %           | 119               | 72,12 %           | 90                | 62,50 %           |
| Einwohner          | 134               | 100 %             | 165               | 100 %             | 144               | 100 %             |

Nebst Romanisch und Deutsch gehörte im Jahr 2000 Französisch mit 2,78 % Anteil zu den drei häufigst verwendeten Sprachen. In der Tradition der Übernamen der Engadiner Dörfer heissen die Einwohner Guardas ils speculants (deutsch «die Spekulanten»).

### Religion und Konfessionen
Im Jahre 1529 traten die Bewohner des Ortes zusammen mit dem Nachbardorf Lavin zur protestantischen Lehre über, unter dem Einfluss des Reformators Philipp Gallicius, der damals in Lavin wohnte.

### Herkunft und Nationalität
Von den Ende 2005 182 Bewohnern waren 163 Schweizer Staatsangehörige.

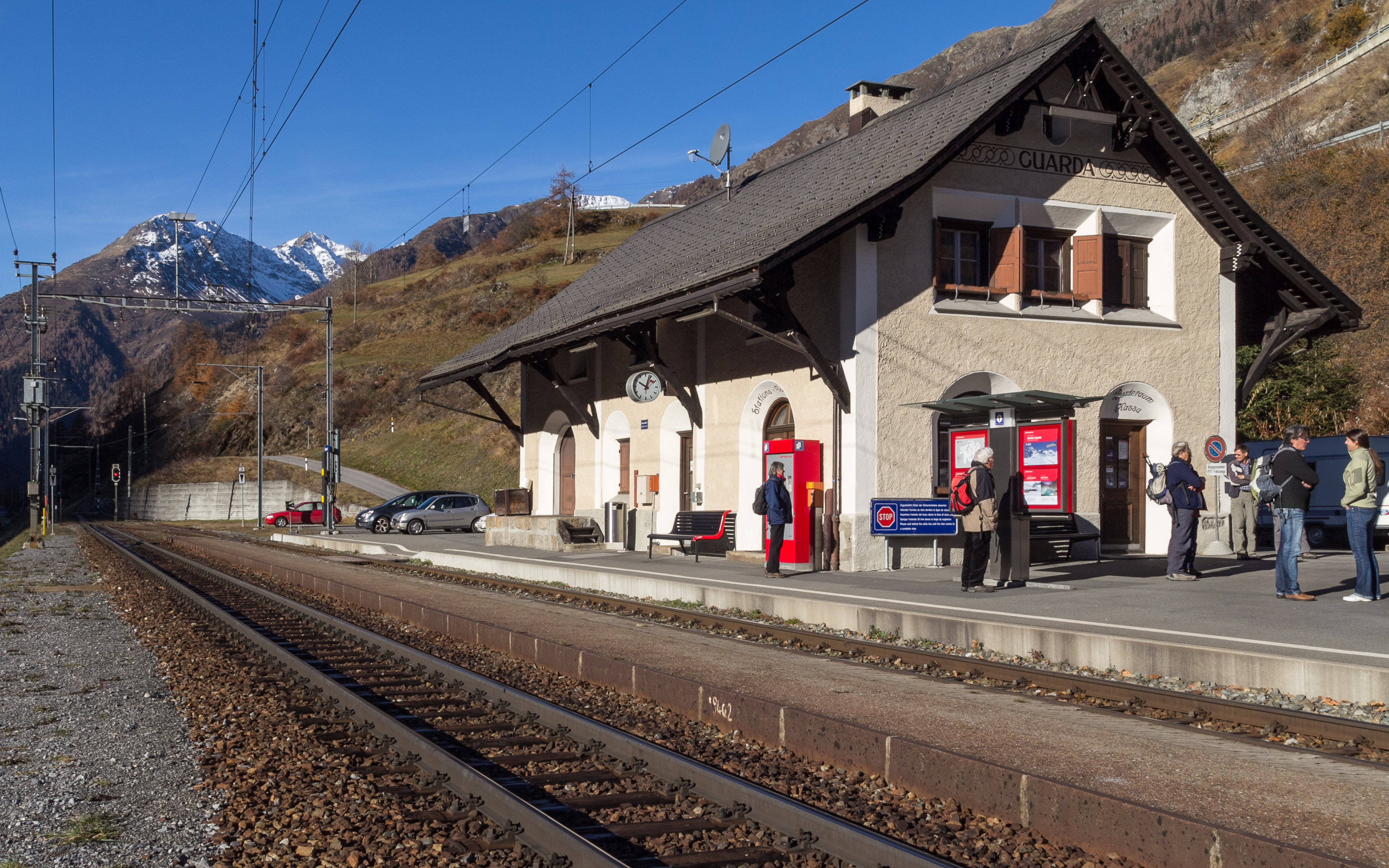
Bahnhof Guarda

## Verkehr

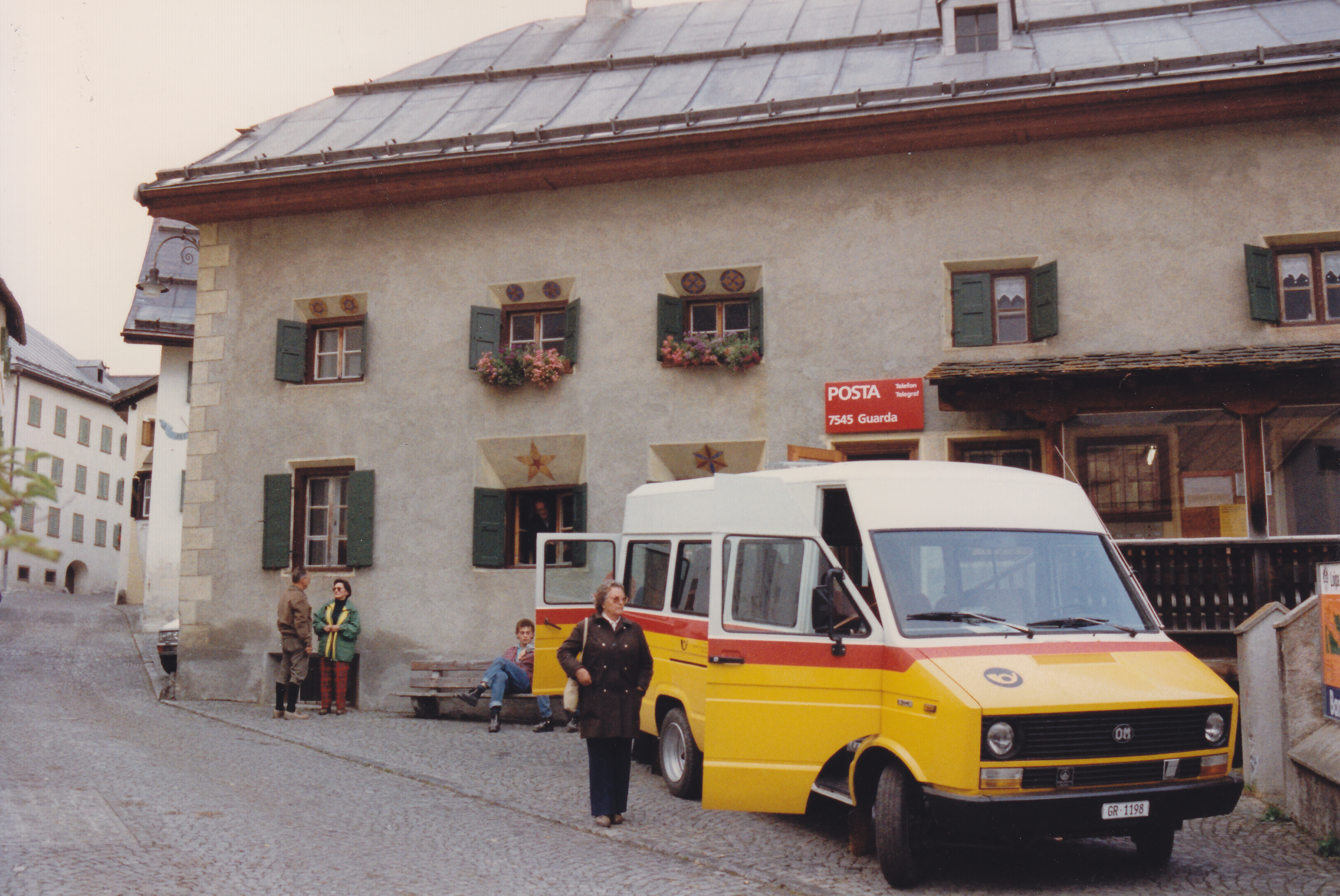
Ein OM Grinta als Minibus der PTT im Einsatz zwischen dem Bahnhof und dem Ort (Oktober 1990)

Guarda hat einen eigenen Bahnhof, der allerdings nicht im Dorfzentrum liegt, sondern unterhalb an der Hauptstrasse 27 bei der Fraktion Giarsun. Der Ort wird mit dem Bahnhof durch eine Buslinie und einen steilen Fussweg verbunden. Die Züge der Rhätischen Bahn halten in Guarda.
Guarda liegt auch am Weitwanderweg der Via Engiadina.

## Kultur und Sehenswürdigkeiten

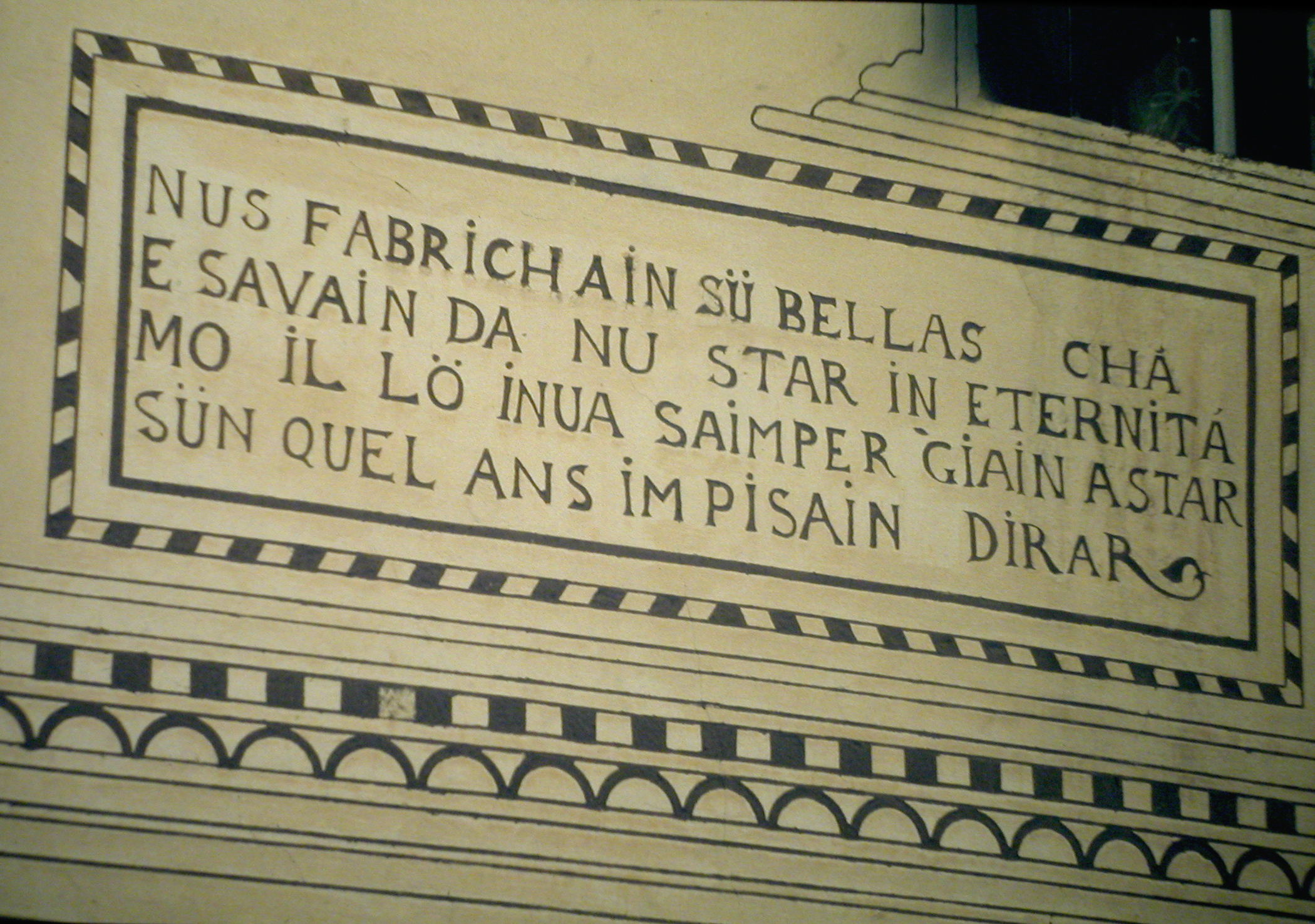
Sgraffito in Guarda;
Text deutsch: «Wir errichten schöne Häuser und wissen, dass wir nicht ewig bleiben; an den Ort, wo wir für immer zu bleiben hingehen, denken wir aber nur selten.»

Guarda ist als eines der am besten erhaltenen Engadiner Dörfer und dadurch sowohl architektonisch als auch geschichtlich interessant. Das Dorf besteht fast ausschliesslich aus den typischen Engadinerhäusern mit zahlreichen Sgraffiti: Haus Jecklin, Wohnhaus Könz, Wohnhaus Bart.
Für seine beispielhafte Pflege des Ortsbildes erhielt das Dorf 1975 den Wakkerpreis.
Guarda ist der Schauplatz des bekannten Kinderbuches Schellenursli, das von Selina Chönz geschrieben und von Alois Carigiet illustriert wurde. Selina Chönz’ Sohn, der Maler Steivan Liun Könz, lebte und arbeitete bis zu seinem Tod 1998 in Guarda.
Sehenswert im Dorfkern ist die reformierte Kirche.
In Giarsun merkwürdig ist ein prähistorischer Steinwall.

## Bilder

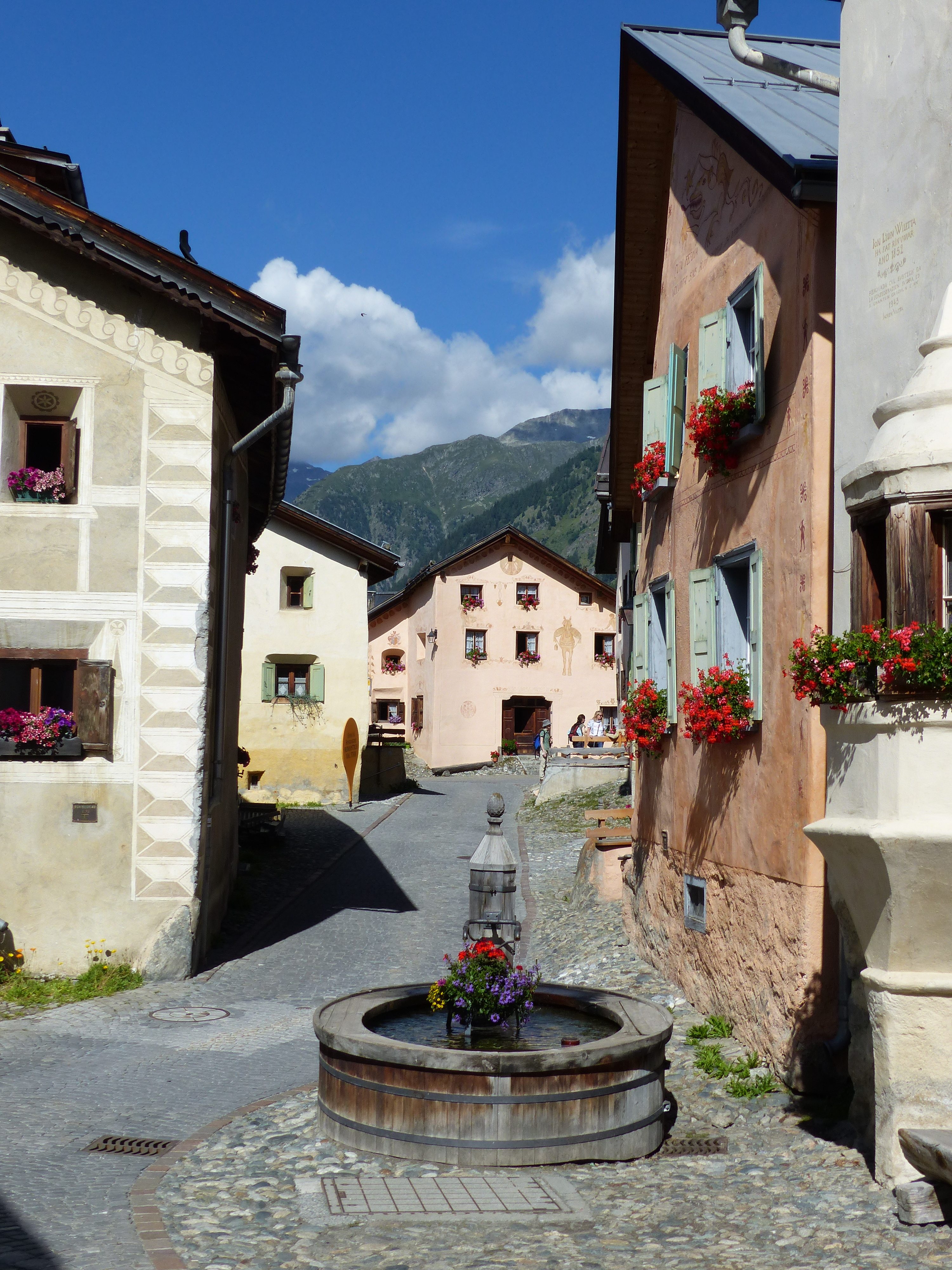
Gasse mit einem der Brunnen
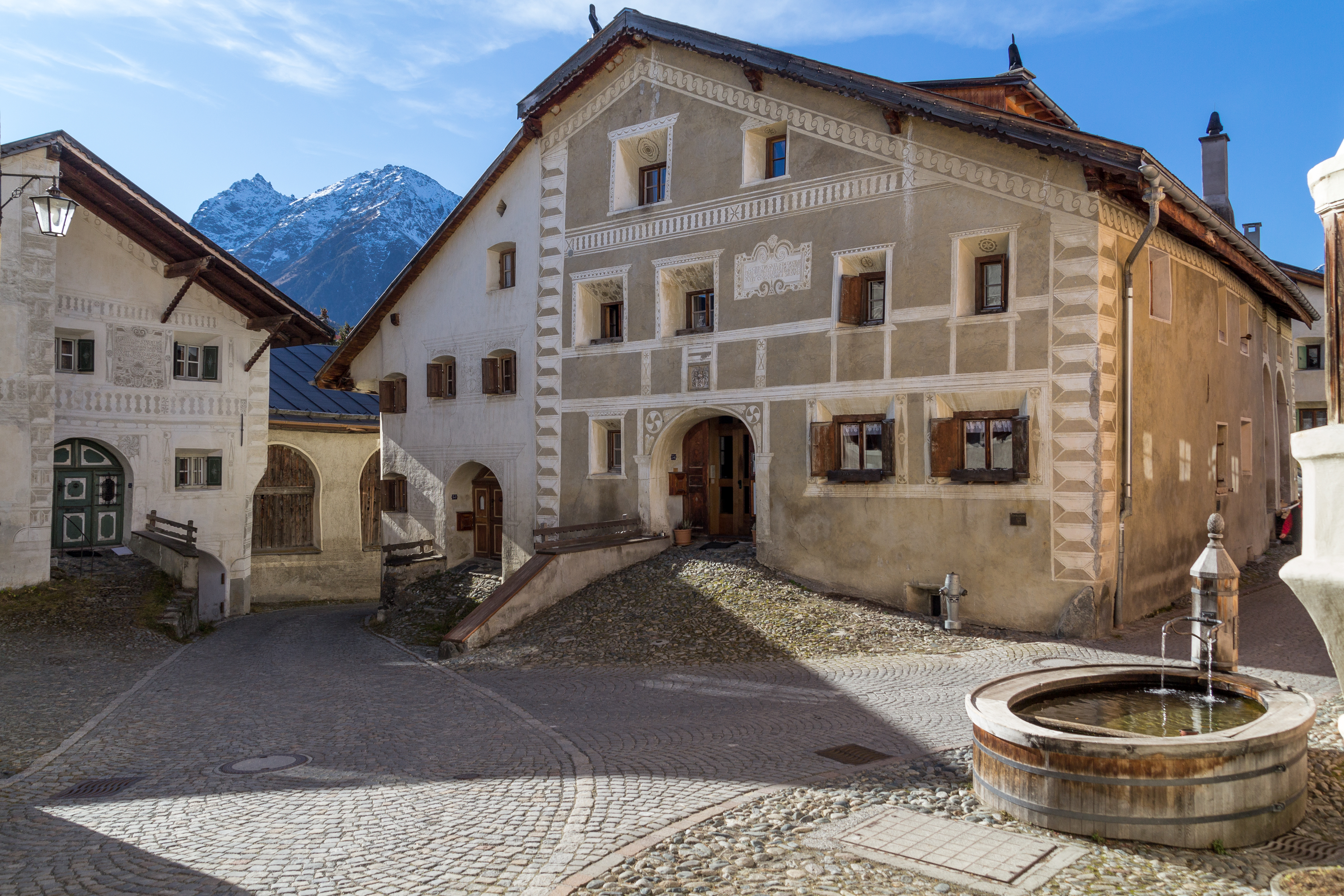
Engadinerhaus und Holzbrunnen
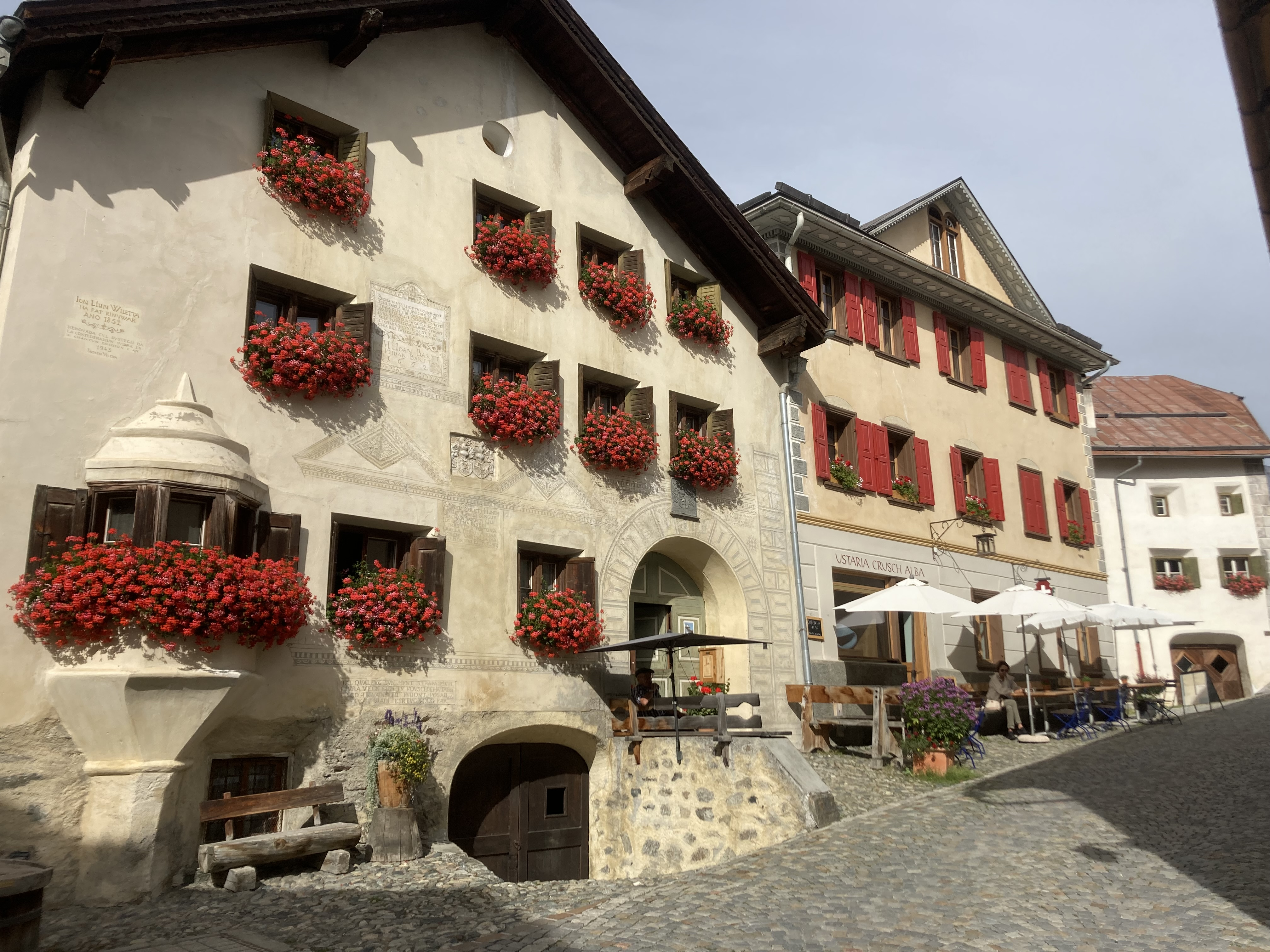
Häuser an der Hauptgasse
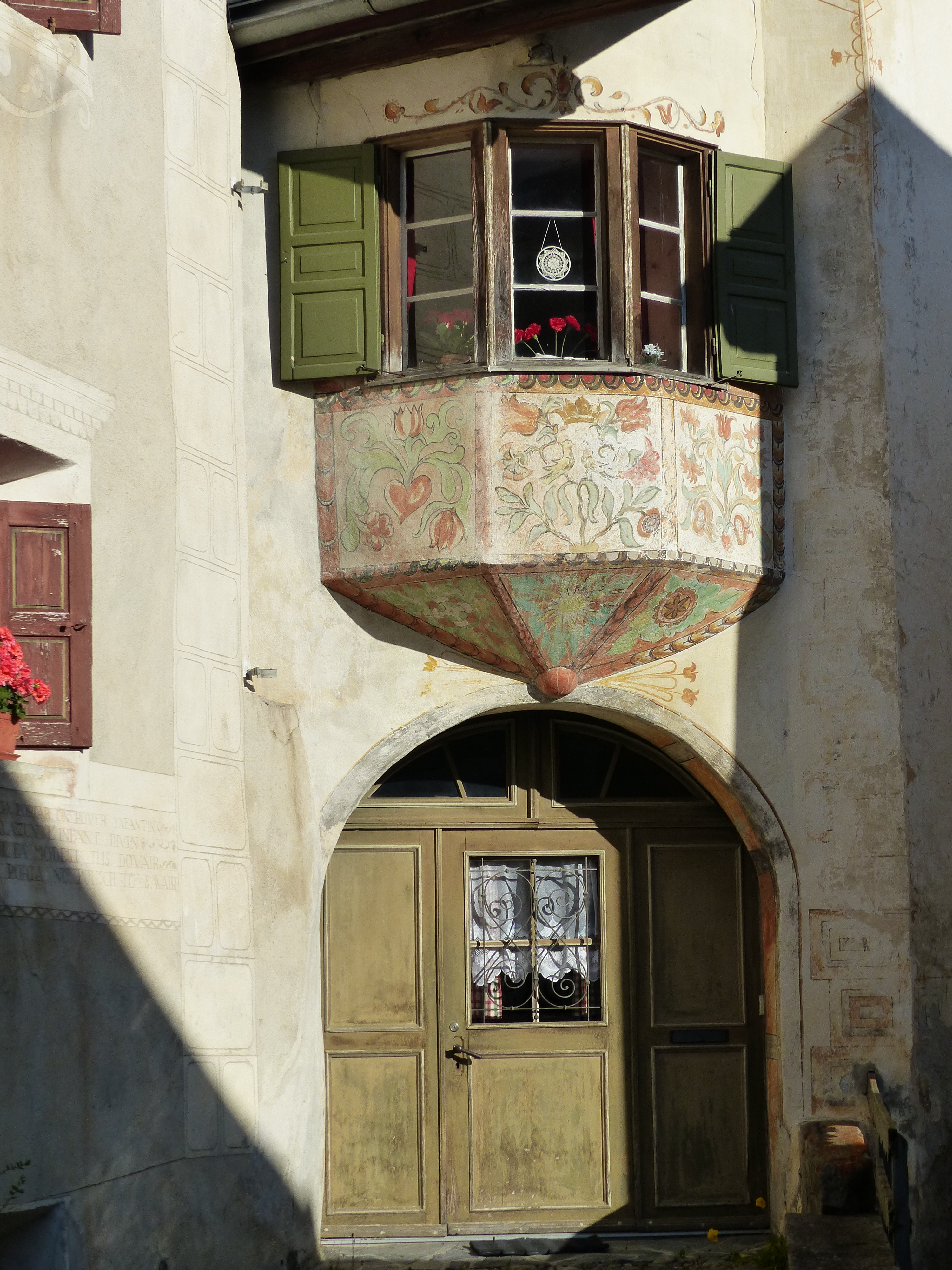
Typischer Hauseingang, darüber ein reich bemalter Erker
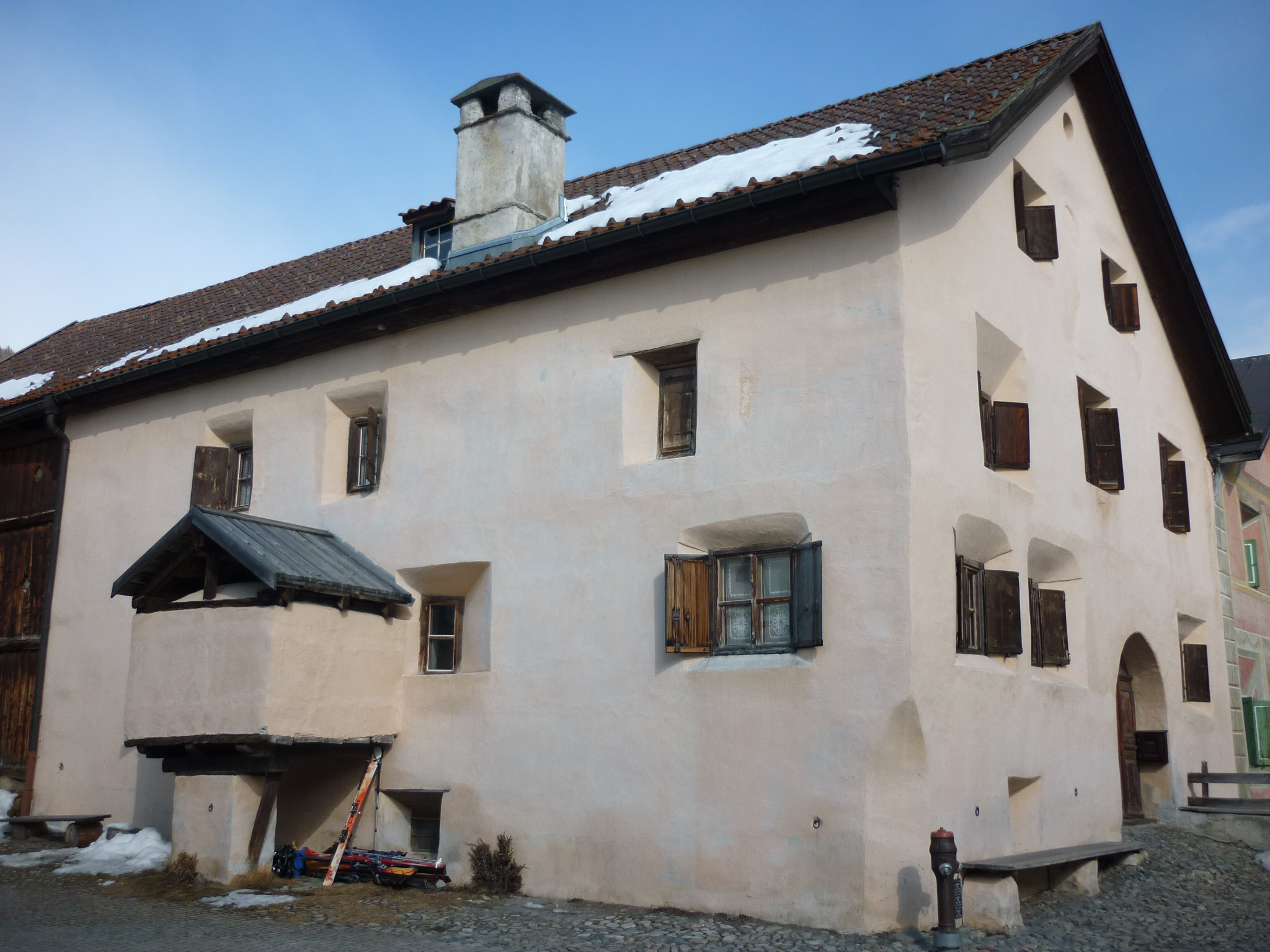
Haus mit Backofen
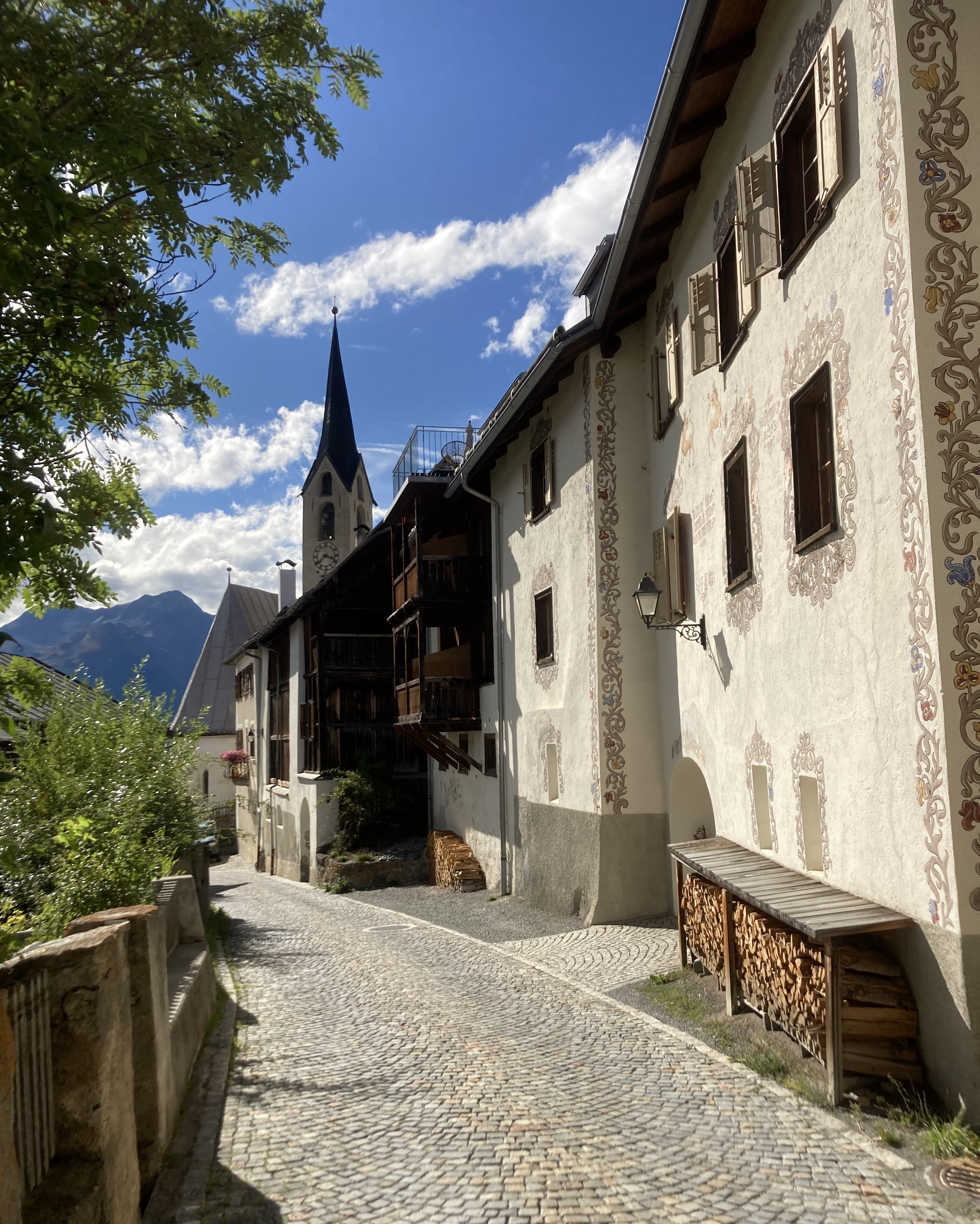
Südliche Gasse mit Turm der reformierten Kirche
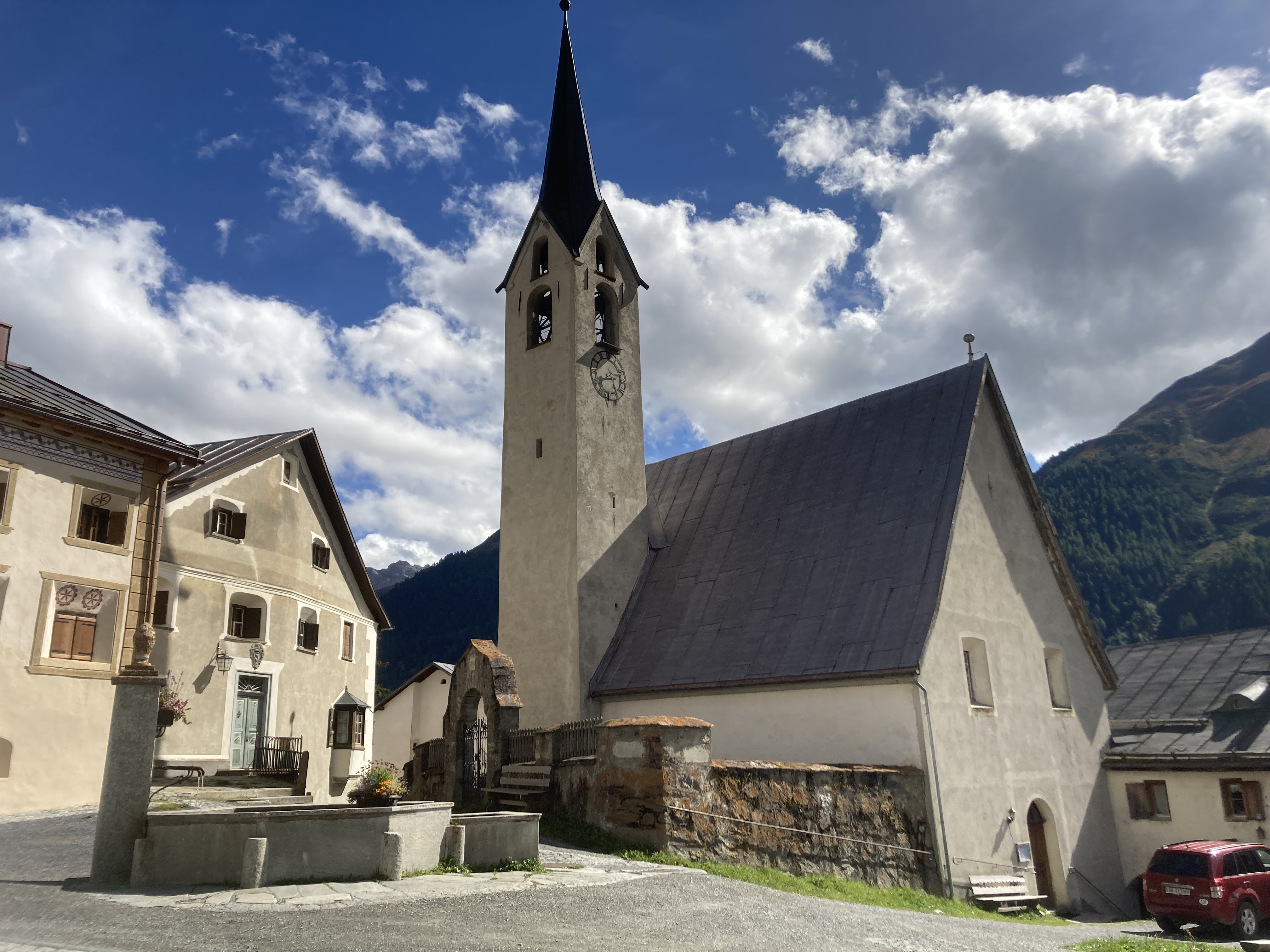
Reformierte Kirche
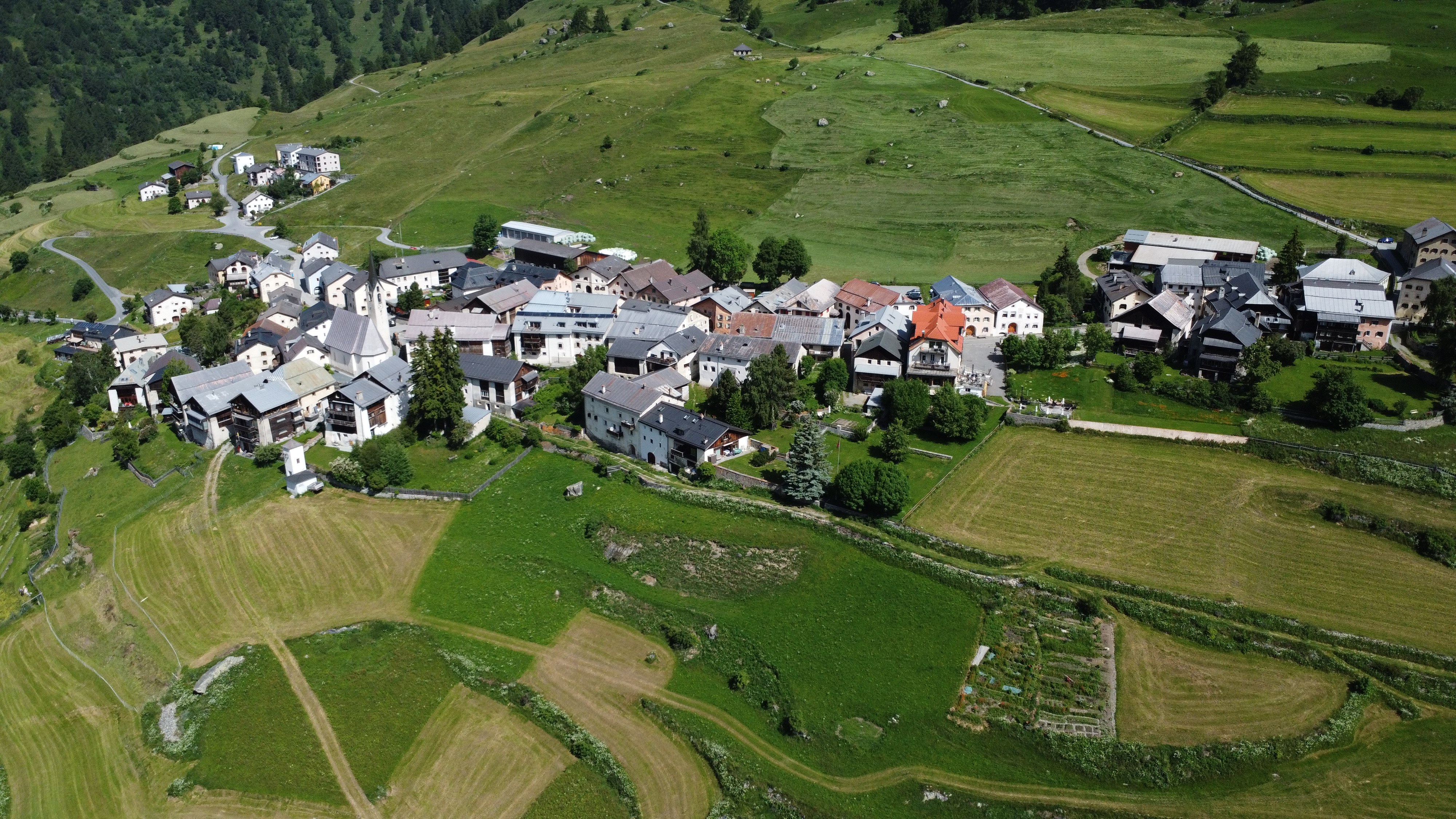
Guarda aus der Luft von Süd-Osten
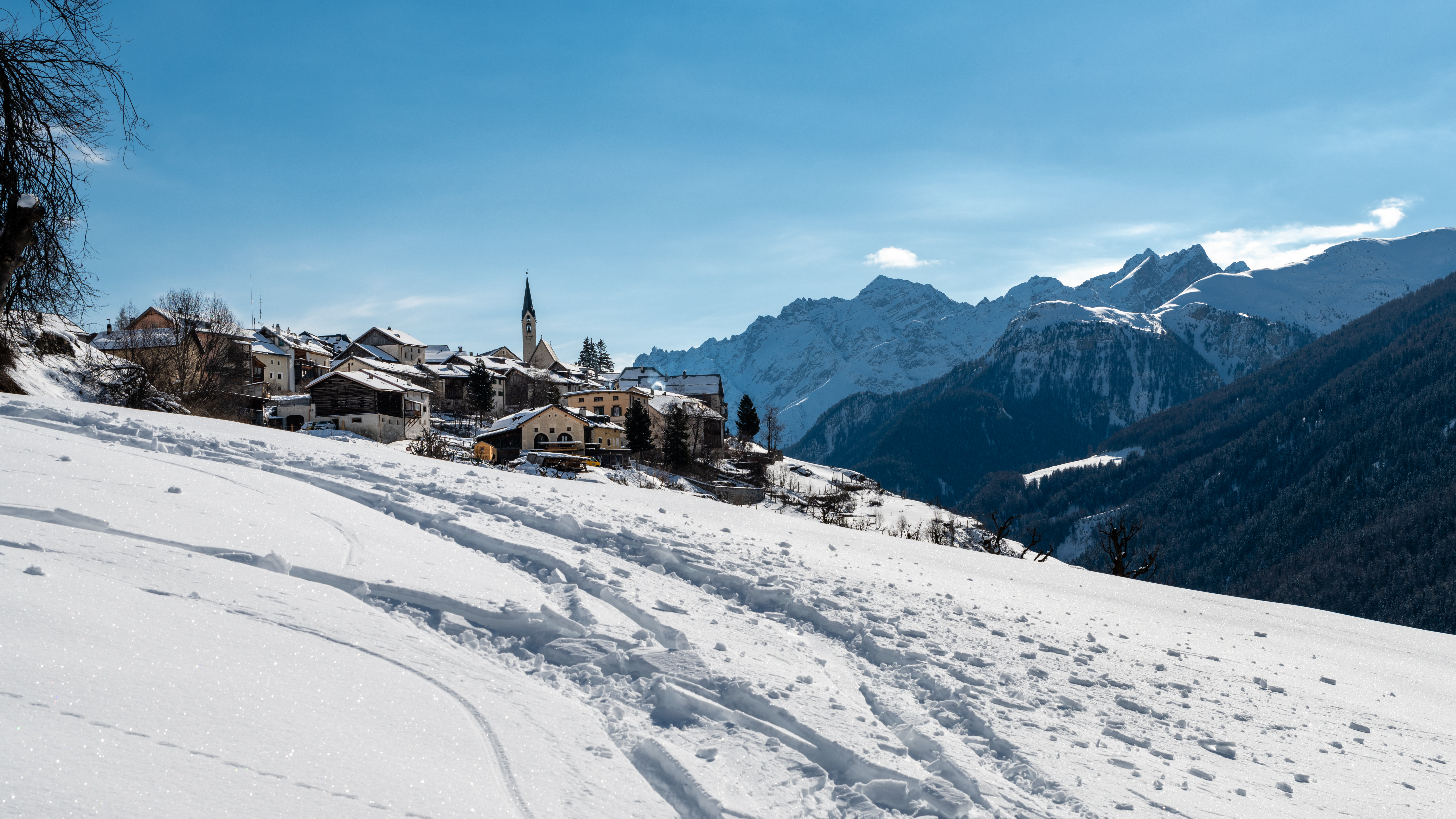
Guarda im Winter
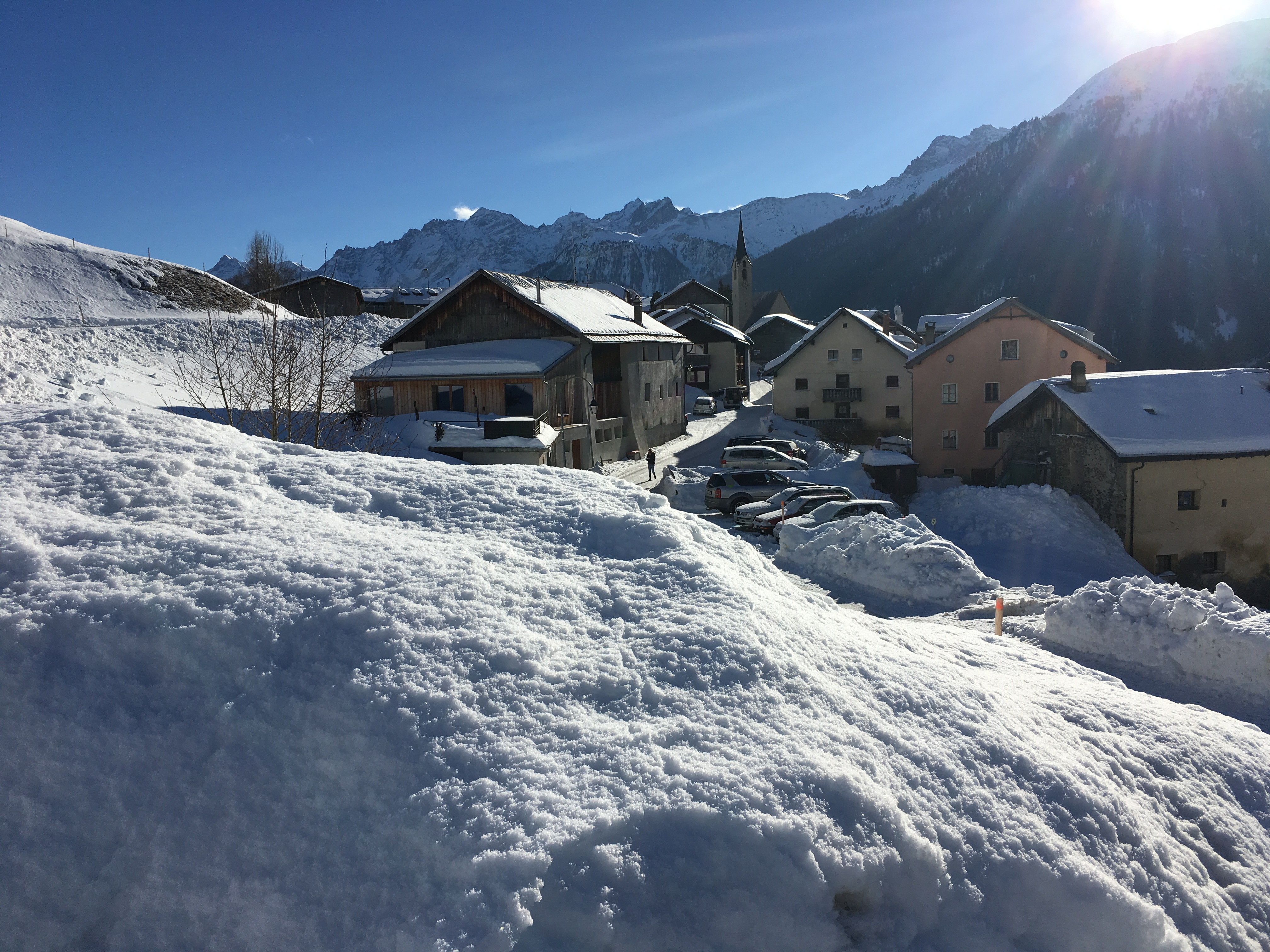
Oberer Dorfeingang

## Persönlichkeiten
- Iachen Ulrich Könz (1899–1980), Architekt
- Selina Chönz (1910–2000), Schriftstellerin
- Steivan Liun Könz (1940–1998), Zeichner, Illustrator und Sgraffito-Künstler